# Ліханов Дмитро Альбертович
Дмитро Альбертович Ліханов (нар. 8 листопада 1959 (65 років), Кіров) — російський журналіст і прозаїк. Син письменника Альберта Ліханова.

## Біографія
Закінчив факультет журналістики МДУ (1982). У 1981—1982 роках стажувався на факультеті філології Гаванського Університету (Universidad de la Havana). Співпрацював як кореспондент і публікувався в журналі кубинських інтелектуалів"El Caiman Barbudo [Архівовано 15 липня 2019 у Wayback Machine.]". Почав публікуватися в 1982 році як кореспондент газети  «Советская Россия». В 1985–1989 роках — спеціальний кореспондент журналу «Огонёк», автор ряду гучних матеріалів, зокрема про так звану «узбецьку справу» і «справу Мосторгу». Один з «піонерів жанру журналістських розслідувань». У 1989—1994 роках — оглядач газети «Совершенно секретно» (надалі — член її редколегії), опублікував кілька десятків статей про діяльність  Комітету державної безпеки СРСР, зокрема про замах на О. І. Солженіцина.  Ольга Семенова згадує в своїй книзі «Невідомий Юліан Семенов» початок проекту:
|  | Був батько, який наодинці пробив усі бюрократичні перепони і перешкоди, і набрана ним команда талановитих молодих журналістів - Дмитро Ліханов, Олена Свєтлова, Борис Данюшевскій, Євген Додолєв. Артем Боровик прийшов у «Совершенно секретно» трохи пізніше - газета виходила вже кілька місяців, коли він став її кореспондентом в Угорщині, а вже потім, нарівні з іншими, оглядачем... |

Сам Дмитро Ліханов згадував:
Справжніми розслідуваннями я зайнявся пізніше, коли разом з покійним нині Юліаном Семеновим почали робити перші номери «Совершенно Секретно». Зі мною був Женя Додолєв, пізніше приєднався до нашої компанії Артем Боровик, якого я дуже довго вмовляв перейти в нову газету. «Совершенно Секретно» стала першою приватною газетою в СРСР з тиражем у кілька мільйонів примірників. У нас, її оглядачів, був абсолютний carte blanche. Ми могли літати в будь-яку точку планети з синіми службовими паспортами і писати про що забажаємо.
Документальна книга про російську мафію «Товариш хрещений батько» вийшла в декількох країнах у перекладі. У Росії вона ніколи не видавалася. У 1994 році заснував власну компанію «Карл Гіберт медіа», якій належить кілька інтернет-проектів і журналів, зокрема популярне видання для батьків «Няня» [Архівовано 14 березня 2022 у Wayback Machine.]. Одночасно продовжує публікувати свої статті та репортажі в таких популярних виданнях, як «Огонёк», Труд, El Pais, Elle, Marie Claire, La Stampa [Архівовано 31 січня 2010 у Wayback Machine.], Story [Архівовано 17 травня 2019 у Wayback Machine.].
Він став першим журналістом з Росії, кому вдалося взяти в 2014 році в Нью-Йорку інтерв'ю в професійного кілера Марити Лоренц, завербованої ЦРУ для вбивства Фіделя Кастро.
Член Спілки письменників Москви, Спілки письменників Росії, Спілки журналістів Росії.

Як автор художньої прози дебютував у 1991 році детективної повістю «Прощай, Сіроко!». У 2001 випустив збірку новел «Idée Fixe», у 2010 — книгу оповідань «Любов до запитання», у 2012 — повість «Маленьке серце», у 2015 — збірник журналістських розслідувань «Жанри життя» (Видавництво «Віче» ISBN 978-5-4444-2756-9), у 2018 — роман «Bianca.Життя білої суки». Роман був тепло зустрінутий критикою, яка відзначила у творчості Дмитра Ліханова ренесанс класичної російської літератури, повернення до традицій прози І. С. Тургенєва, А. П. Чехова, І. О. Буніна. У передмові до роману кінорежисер А. С. Кончаловський, зокрема, говорить:

«Ліханов заглядає в глибину і закутки нашої рідної мови, смакуючи дивовижні народні слова, які він відкриває для нас, щоб ми могли помилуватися його багатством. Ця книга просякнута любов'ю до природи, до всього живого, до всіх цих „по-чеховськи“ нездалим людям. Рухи сюжету несподівані, але логічні, — яким насправді і є наше життя… Я прочитав цю книгу, дивуючись її свіжості і сміливості.»

Письменник і літературний критик П. В. Басинський у своїй рецензії на роман ще категоричніший:

«BIANCA Ліханова — це найсуворіша книга про нас з вами.»

У різний час ним були написані сценарії документальних фільмів для BBC, TF-1, 1 каналу.

Визнаний автором сталого виразу «особа кавказької національності». Термін використаний 7 травня 1988 року на сторінках журналу «Огонёк». Перекочував у лексикон журналістів з мови оперативних зведень МВС. Вперше зафіксований у статті Дмитра Лиханова «Але живе король…»:

«Незважаючи на те що гра в наперсток — добре організоване шахрайство і сторонній людині в неї ніколи не виграти, лише дуже небагато з гравців потрапляють на лаву підсудних. Збірні команди кавказців прибутково і без зайвих клопотів вели свою справу в п'яти точках міста на Неві. З них-то і почалася рекетирська кар'єра Сергія Васильєва. За словами натирача ресторану „Невський“ Євгена Каргаполова, спочатку Васильєв взяв під контроль гру в наперсток на Ульянці, увійшовши в справу з особами кавказької національності»

Журналіст належить до плеяди перебудовних публіцистів, які сформували новомову 90-х:

Це молоде покоління — в основному діти тих самих шістдесятників Володимир Яковлєв, Артем Боровик, Дмитро Ліханов, Євген Додолєв, Олександр Любимов, — вже бере своє. Представники недавньої «золотої молоді», які виросли у величезних квартирах або провели отроцтво за кордоном, молоді випускники міжнародного відділення журфаку МДУ, вони починають робити погоду на телебаченні і в пресі. Відмінні стартові можливості і вроджена відсутність страху дозволяє їм протягом півроку розтабуювати всі заборонені теми і відвідати всі гарячі точки, куди раніше не ступала нога радянського журналіста.

## Книги
2001 «Idee Fixe». Збірка новел. Москва, «Страница», 292 стор.
2010. «Любов до запитання». Збірка оповідань. Москва, «Жук», 368 стор. ISBN 978-5-903305-29-2.
2015 «Жанри життя». Збірка журналістських розслідувань. Москва, «Віче», 592 стор ISBN 978-5-4444-2756-9.
2018. «Bianca. Життя білої суки». Роман. Москва, Ексмо. ISBN 978-5-0409-6912-8.

## Родина
Батько Дмитра — письменник Альберт Ліханов, мати — диктор Кіровської студії телебачення Лілія Олександрівна Ліханова.
Дружина — Назаренко Марія Максимівна — викладач англійської мови.
Син Іван, телевізійний журналіст і оператор. Троє онуків.

## Нагороди та премії

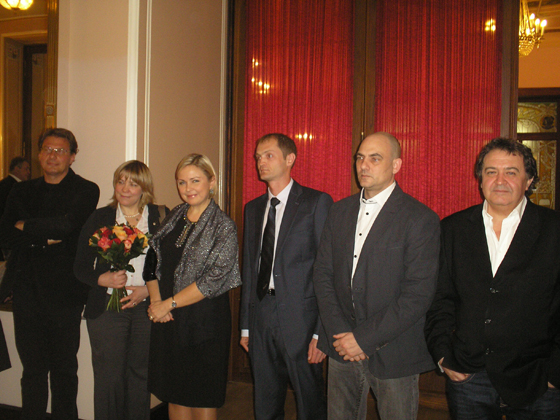
Лауреати Міжнародної премії імені Юліана Семенова 2012 року. Дмитро Ліханов — крайній праворуч.

- Лауреат премії в галузі екстремальної журналістики[ru] (2012)
- Лауреат «Золота полиця російської журналістики» премії «Золота полиця російської журналістики»[недоступне посилання з вересня 2019] Спілки журналістів Росії (2015)
- Почесна грамота Президента Росії [Архівовано 23 липня 2019 у Wayback Machine.] (2017)
- Лауреат Всеросійського конкурсу ЗМІ «Патріот Росії» [Архівовано 20 листопада 2018 у Wayback Machine.] (2018)